# Martirologio (Tarkovskij)
Martirologio è la raccolta, formata da sette tra agende e taccuini, di testimonianze autobiografiche pervenuteci del regista russo Andrej Tarkovskij.
Gli scritti narrano gli ultimi anni di vita dell'artista, trascorsi tra Russia, Italia, Svezia e Francia, dove si spense nel 1986.
Il titolo deriva dal concepire il dolore come mezzo per pervenire alla più profonda conoscenza di sé, ovvero come strumento per giungere alla verità.
Dalla lettura del diario si comprende come molti temi della sua produzione cinematografica siano vissuti in prima persona dal regista: il dramma dell'esilio, la fede in un Dio, la difficoltà nei rapporti familiari, la malattia.
In Italia è stato pubblicato integralmente nel 2002 da Edizioni della Meridiana di Firenze con il titolo Diari - Martirologio e illustrato con numerose fotografie private del regista.